# Leandra hybophylla
Leandra hybophylla là một loài thực vật có hoa trong họ Mua. Loài này được (Urb.) Alain mô tả khoa học đầu tiên năm 1999.